# 楽百氏杯囲棋戦
楽百氏杯囲棋戦（らくひゃくしはいいきせん、乐百氏杯围棋赛）は、中国の囲碁の棋戦。1997年に創設、2002年第5期まで行われ、全5期で常昊がタイトルを保持した。前身は1994年から97年まで行われた中国囲棋覇王戦。
- 主催 中国囲棋協会、楽百氏有限公司（乐百氏有限公司）
- 優勝賞金 12万8千元

開始当初は10期まで開催の予定だったが、楽百氏有限公司が2000年にダノングループ傘下となり、新しい経営陣の方針により第5期をもって終了することとなった。

## 方式
出場棋士32名による敗者復活式トーナメントで、前年優勝者への挑戦者を決める。挑戦手合は第1-4期は五番勝負、第5期は三番勝負。第1期は前身の覇王戦優勝者に挑戦。

## 優勝者と決勝戦
（左が勝者）
1. 1998年 常昊 3-0 王磊
2. 1999年 常昊 3-0 楊士海
3. 2000年 常昊 3-1 馬暁春
4. 2001年 常昊 3-0 胡耀宇
5. 2002年 常昊 2-0 兪斌

1995、96年と国内4冠の馬暁春を、19歳で1997年覇王戦七番勝負で下した王磊に、翌年21歳の常昊が挑戦して第1期優勝者となった。馬暁春は1、2期と挑戦者決定戦で敗れ、3期に挑戦者となるがタイトル獲得はならなかった。